# Francisca Possolo da Costa
Francisca de Paula Possolo da Costa (Lisboa, 4 de outubro de 1783 — Cartaxo, 19 de julho de 1838) foi uma poetisa, dramaturga e novelista portuguesa, que usou os pseudósmicos Francília, Pastora do Tejo e as iniciais D.F.P.P.C., considerada uma das pioneiras do movimento pré-romântico feminino em Portugal.

## Vida pessoal
Francisca Possolo da Costa, nasceu a 4 de outubro de 1783, na Rua da Rosa, freguesia da Encarnação, em Lisboa, filha de Nicolau Possolo (Santos-o-Velho, 11 de maio de 1767 — Lapa, 26 de outubro de 1824), de ascendência italiana e germânica, e de sua mulher Maria do Carmo Correia de Magalhães (Santa Isabel, 20 de maio de 1761 — Lapa, 14 de agosto de 1848) sendo baptizada a 13 de novembro daquele ano, na Igreja de Nossa Senhora da Encarnação, ao Chiado. Era a terceira de 14 filhos.
Casou aos 20 anos de idade, a 16 de abril de 1804, na Ermida de Nossa Senhora dos Prazeres, em Lisboa (com registo na paróquia da Lapa) com João Baptista Ângelo da Costa (Lapa, 2 de agosto de 1781 — idem, 15 de novembro de 1830), oficial da Marinha Portuguesa, filho de Caetano Álvares da Costa e de sua mulher, Francisca Clara Cândida. Mais tarde, o seu marido cessará estas funções para se ligar a atividades comerciais. Não nasceram filhos deste casamento.
Em 1816, publicou o livro de poesias, Francília, pastora do Tejo, onde assinou apenas com as suas iniciais, D.F.P.P.C. (Dona Francisca de Paula Possolo da Costa), tendo apenas distribuído a obra pelo círculo de amigos mais chegados. Em 1819 publica Henriqueta de Orleans ou o Heroismo, uma novela que havia redigido aos dezassete anos de idade — uma ampla receção da obra justifica uma reedição em 1829. Para além destas obras, redigiu, ainda, comédias como O Duque de Clèves e Ricardo, ou a força do destino.
Durante a sua vida, demonstrou interesse pelo estudo da música, assim como pelo da língua francesa, na qual foi educada desde tenra idade pela Madame Cunha. Chegou, inclusive, a traduzir obras do francês para o português (como foi o caso de Corinna ou a Itália, de Madame de Staël, traduzido sob o pseudónimo "Francília", e Pluralidade dos Mundos, de Fontenelle).
Embora as suas opiniões políticas tenham sido ignoradas na primeira biografia escrita sobre ela, Francisca identificava-se como liberal, facto corroborado pelos poemas e peças de teatro em defesa de D. Pedro encontrados no seu espólio, que terão sido recitados no Teatro São Carlos após a aclamação da Carta Constitucional.
No período compreendido entre 1820 e 1830, Francisca Possolo da Costa abre um salão na sua casa na Rua das Trinas, descrito como um sarau literário-musical. Estas tertúlias culturais contavam com a presença de grandes vultos líricos, como a Marquesa de Alorna, sua grande amiga, o Visconde da Pedra Branca, Francisco Joaquim Bingre, e os muito jovens António Feliciano de Castilho (responsável pela sua primeira biografia) e Almeida Garrett. Era igualmente próxima de José Maria da Costa e Silva. Estes saraus contavam com a declamação de poesia e representação de peças de teatro traduzidas ou adaptadas do francês pela própria.
Faleceu, já viúva, na sua residência do Cartaxo, onde residia desde 1834, aos 54 anos de idade, em 19 de julho de 1838, sendo sepultada na igreja paroquial da freguesia. Foi mais tarde trasladada para um jazigo no Cemitério dos Prazeres, onde repousa junto do marido.

## Obras
- Francília, Pastora do Tejo, Poezias de D. F. P. P. C., Lisboa, Impressão Régia, 1816.
- Sonetos compostos por D. Francisca Possolo da Costa e Recitados no Real Theatro de São Carlos 1826
- Sonetos compostos por D. Francisca Possolo da Costa e Recitados no Real Theatro de São Carlos 1827
- Henriqueta de Orleans ou o Heroísmo, Novella portugueza
- Ricardo, ou a força do destino, comédia em 3 atos
- O Duque de Clèves, comédia em 5 atos
- "Consolações. Epístolas de Francília a Castilho" in.: António Feliciano de Castilho, Palestras Religiosas, volume II, Lisboa, Empreza da História de Portugal, 1906, pp. 77-158.